# Dům za všechny peníze
Dům za všechny peníze (v anglickém originále The Money Pit) je americká filmová komedie z roku 1986. Režisérem filmu je Richard Benjamin. Hlavní role ve filmu ztvárnili Tom Hanks, Shelley Long, Alexander Godunov, Maureen Stapleton a Joe Mantegna.

## Děj
Walter Fielding, mladý právník zastupující mimo jiné obskurní rockovou kapelu a bohaté dítě, a jeho přítelkyně Anna, violistka, hledají nový domov. Annin bývalý manžel Max, světoznámý dirigent, se vrací z evropského turné a požaduje zpět byt, který dosud obývali. Walter se navíc potýká s finančními problémy, protože jeho otec, Walter starší, je podvodník, který zpronevěřil miliony dolarů svých hudebních klientů a uprchl do Jižní Ameriky, zanechav Waltera v dluzích.
Přes pochybného realitního makléře se Walter dozví o luxusním sídle v hodnotě milionu dolarů, které je na trhu za pouhých 200 000 dolarů. Při prohlídce domu se setkají s majitelkou Estelle, která tvrdí, že musí nemovitost rychle prodat, protože její manžel Carlos byl zatčen. Její srdceryvný příběh a trvání na tom, že v domě svítí pouze svíčkami, aby ušetřila peníze "pro ty krvežíznivé právníky", rozptýlí Waltera a okouzlí Annu, která to považuje za romantické. Rozhodnou se dům koupit.
Jakmile se Walter a Anna nastěhují, dům se začne rozpadat. Rám vstupních dveří se vytrhne ze zdi, hlavní schodiště se zřítí, elektrický systém způsobí požár, vana se propadne do spodního patra, komín se zhroutí a v malém výtahu na jídlo žije mýval. Vodovodní potrubí je vadné a z kohoutků teče rezavá voda. Řemeslníci Art a Brad Shirkovi rychle rozeberou dům za Walterovu zálohu 5 000 dolarů a zanechají ho a Annu ve spleti byrokracie při zajišťování nezbytných stavebních povolení.
Rekonstrukce pokračuje čtyři měsíce a Walter s Annou si uvědomí, že potřebují více peněz na její dokončení. Anna se pokusí získat další prostředky od Maxe prodejem uměleckých děl, která dostala při rozvodu. Max souhlasí s koupí, i když se mu díla nelíbí. Pohostí Annu vínem a druhý den ráno, když se probudí v jeho posteli, jí dovolí věřit, že podvedla Waltra. Ve skutečnosti Max spal na gauči. Walter se později Anny přímo zeptá, zda spala s Maxem, ale ona to rychle popře. Jeho podezření ji přiměje přiznat, že ano, i když to nebyla pravda. Kvůli Walterově a Annině tvrdohlavosti se jejich vztah začne rozpadat. Slíbí si, že dům po dokončení rekonstrukce prodají a rozdělí si výtěžek. To se málem stane, ale Walter si uvědomí, že Annu miluje, i kdyby spala s Maxem. Ona mu radostně sdělí, že ve skutečnosti s Maxem nespala, a usmíří se.
Nakonec se Walter a Anna vezmou před nově opraveným domem, který se mezitím proměnil v nádhernou vilu. Max diriguje celý orchestr jako součást svatební zábavy. Přestože opravy domu stály více než 200 000 dolarů v hotovosti, které použili na jeho nákup, jsou Walter a Anna konečně šťastní a jejich "bezedná jáma na peníze" je konečně obyvatelná. Mezitím se v Brazílii znovu objeví Estelle a její manžel a také spolupachatel Carlos, kteří se snaží prodat starý dům Walterovu otci a jeho nové nevěstě. Tvrdí, že v něm žili několik let, a trvají na tom, že obchod musí být proveden v hotovosti... a zdá se, že začarovaný kruh začne znovu.

## Obsazení
| Tom Hanks         | Walter Fielding |
| Shelley Long      | Anna Crowley    |
| Alexander Godunov | Max Beissart    |
| Maureen Stapleton | Estelle         |
| Joe Mantegna      | Art Shirk       |
| Philip Bosco      | Curly           |
| Josh Mostel       | Jack Schnittman |
| Yakov Smirnoff    | Shatov          |
| Michael Jeter     | Arnie           |